# Hatem Ben Arfa
Hatem Ben Arfa (Clamart, 7 maart 1987) is een voormalige Franse voetballer die doorgaans als middenvelder speelde. Hij tekende in oktober 2020 bij Girondins Bordeaux. Dat lijfde hem transfervrij in nadat hij in juli 2020 clubloos werd, nadat zijn contract bij Real Valladolid afliep. Ben Arfa debuteerde in 2007 in het Frans voetbalelftal.

## Clubvoetbal

### INF Clairefontaine
Ben Arfa groeide op in Châtenay-Malabry, een voorstad van Parijs. Daar kwam hij op vijfjarige leeftijd in aanraking met voetbal. Na een periode te hebben gevoetbald bij AC Boulogne-Billancourt, schreef Ben Arfa zich in bij INF Clairefontaine, het nationale voetbalinstituut van Frankrijk. Uit zo'n tweeduizend voetbaltalenten, werd de 12-jarige Ben Arfa geselecteerd en toegelaten op het instituut. In dit opleidingscentrum werd hij drie jaar lang begeleid en werd er met behulp van specialisten intensief gewerkt aan zijn ontwikkeling, om net zoals zijn voorgangers bij INF Clairefontaine, Thierry Henry en Jean-Pierre Papin, te worden klaargestoomd voor het topvoetbal. Er ontstond belangstelling voor Ben Arfa, onder meer van Stade Rennais en AS Saint-Étienne. Hij besloot zijn ontwikkeling echter voort te zetten bij Olympique Lyonnais.

### Olympique Lyonnais
Nadat de vijftienjarige Ben Arfa overkwam van INF Clairefontaine, werd hij door Lyon gestald in de jeugdteams. Na een seizoen te hebben gespeeld bij Olympique Lyonnais -16, werd hij het seizoen erop uitgenodigd voor Olympique Lyonnais B, dat uitkomt in de CFA. Hij liet er een goede indruk achter bij hoofdtrainer Paul Le Guen, met als gevolg dat de zeventienjarige Ben Arfa op 6 augustus 2004 zijn debuut maakte in de Ligue 1, in de wedstrijd tegen OGC Nice. Ben Arfa speelt dat jaar negen competitiewedstrijden en vier Champions League-duels, waaronder een duel tegen PSV. Wel moest hij vanwege een gebroken schouder afhaken en miste hij het kampioensfeest. Nadat hij volledig hersteld was, moest Ben Arfa een concurrentie-strijd leveren met Florent Malouda op zijn positie. Ben Arfa speelde in de schaduw van Juninho, Malouda en Sylvain Wiltord. Olympique Lyonnais en Ben Arfa verlengden het contract tot 2010. Met de komst van de nieuwe trainer Alain Perrin kregen Hatem Ben Arfa en zijn kameraad Karim Benzema tijdens het seizoen 2007/2008 de kans zich te bewijzen. Het seizoen begon erg goed: dankzij zijn techniek, spelinzicht en assists helpt hij Benzema aan veel doelpunten en weet hij ook zelf te scoren in de derde competitiewedstrijd tegen FC Metz. Dit heeft als gevolg dat hij in oktober 2007 door de bondscoach Raymond Domenech wordt opgeroepen voor het Frans voetbalelftal. Twee weken later werd Paris Saint-Germain met 3-2 geklopt door Olympique Lyonnais in het Parc des Princes. Ben Arfa legde de basis op deze overwinning door het maken van 2 doelpunten. Hetzelfde presteerde hij op Europees niveau tijdens de Champions League-wedstrijd tegen VfB Stuttgart, wederom maakte hij zich nuttig voor Lyon door twee doelpunten te maken in de met 4-2 gewonnen wedstrijd. Met Olympique Lyonnais werd het seizoen succesvol afgemaakt, hij won met de club in het seizoen 2007/08 zowel de Beker als het landskampioenschap. Daarbij werd Ben Arfa persoonlijk door zijn collega's tot het beste talent in de Franse voetbalcompetitie gekozen. Ondanks deze persoonlijk prijs, werd hij door zijn moeilijke karakter en afwijkend gedrag minder geliefd bij oudere collega's in de spelersgroep. Op 25 juni 2008 bereikten Olympique Lyonnais en Olympique Marseille een akkoord over de voetballer. Voor vijftien miljoen euro vertrok Ben Arfa naar L'OM.

### Olympique Marseille

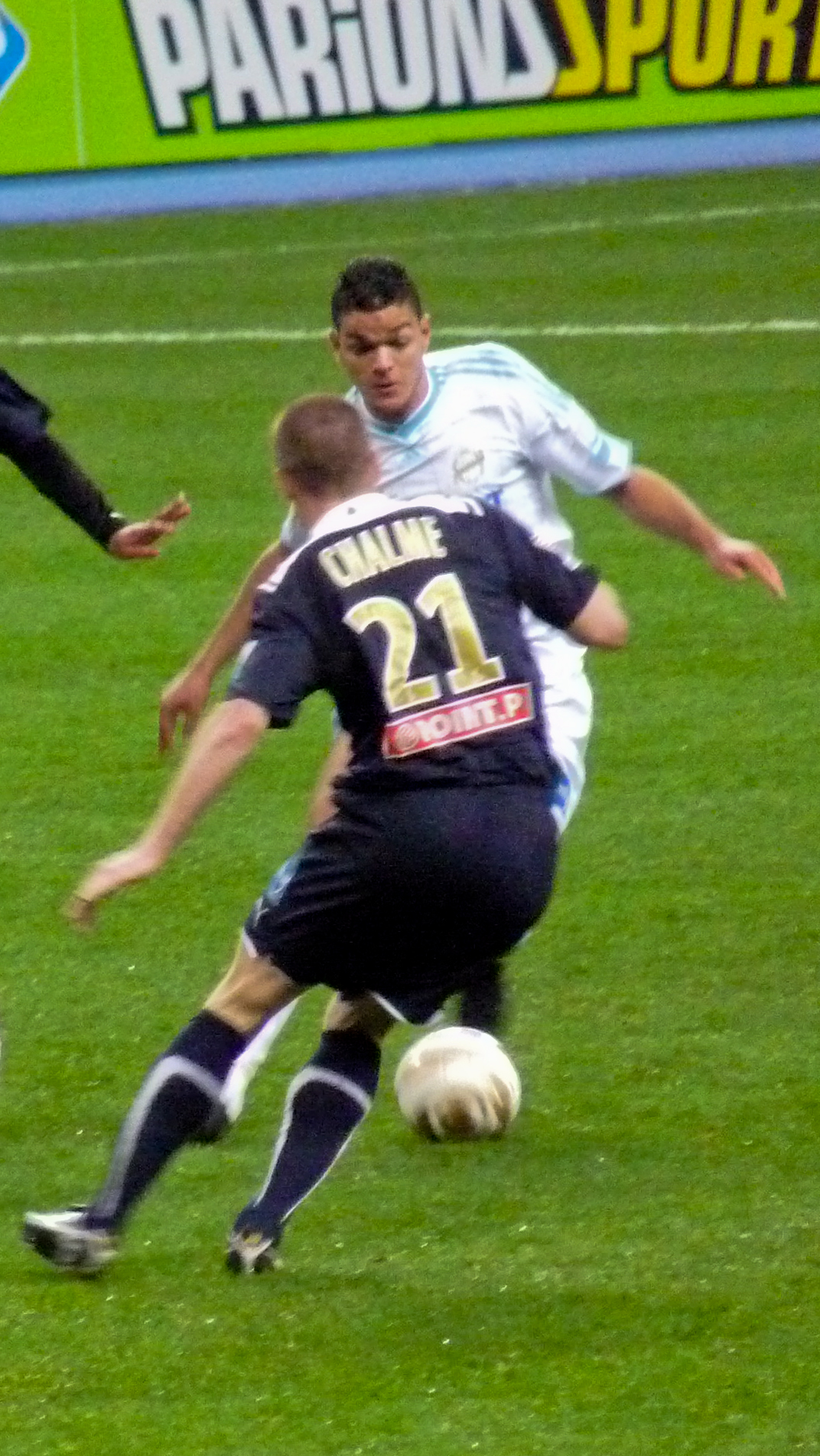
Ben Arfa in actie voor Marseille.

Met ingang van het seizoen 2008/09 speelde Hatem Ben Arfa voor Olympique Marseille. Met l'OM zou Ben Arfa uitkomen in de Champions League en de Ligue 1, en moest hij vooral zijn voorganger Samir Nasri doen vergeten. In Nederland was Ben Arfa te zien in een uitwedstrijd tegen PSV. In deze wedstrijd verloor l'OM in de tweede helft met 2-0 van de Brabanders. In de thuiswedstrijd won Marseille met 3-0 van de Eindhovenaren.

### Newcastle United
Olympique Marseille verhuurde Ben Arfa gedurende het seizoen 2010/11 aan Newcastle United. Daar werd het spelen hem vroeg in het seizoen onmogelijk gemaakt. Op 3 oktober 2010 in een wedstrijd tegen Manchester City brak Ben Arfa na een paar minuten zijn been door hard inkomen van Nigel de Jong. Het bleef dat jaar bij vier competitiewedstrijden voor de Fransman. Newcastle nam hem aan het eind van het seizoen definitief over van Marseille.
Bij Newcastle loste Ben Arfa nooit de verwachtingen in die de club van hem had. Daarnaast ontstonden er problemen van disciplinaire aard. Newcastle verhuurde Ben Arfa gedurende het seizoen 2014/15 aan Hull City, maar dat stuurde hem na vier maanden terug omdat het zijn gedrag niet professioneel vond. Newcastle ontbond vervolgens zijn contract.

### Nice
OGC Nice leek Ben Arfa in januari 2015 in dienst te nemen. Hij tekende er een contract voor anderhalf seizoen en werd officieel gepresenteerd. De FIFA zette alleen een streep door de overgang. Ben Arfa had gedurende 2014-2015 voor zowel Hull City als voor het beloftenteam van Newcastle gespeeld en uitkomen voor meer dan twee clubs gedurende hetzelfde seizoen, mag volgens de regels van de FIFA niet. Daardoor kon hij de rest van het seizoen nergens spelen. In juni 2015 presenteerde Nice hem alsnog, als nieuwe speler voor het seizoen 2015/16. Ben Arfa speelde dat seizoen 34 van de 38 competitiewedstrijden voor de club en scoorde daarin zeventien doelpunten, elf meer dan in zijn meest productieve seizoenen daarvoor. Hij en zijn ploeggenoten eindigden het jaar op de vierde plaats in de Ligue 1.

### Paris Saint-Germain
Ben Arfa tekende in juli 2016 een contract tot medio 2018 bij Paris Saint-Germain, de kampioen van Frankrijk in de voorgaande vier seizoenen. Dat nam hem transfervrij over van Nice. Hij was direct trefzeker bij zijn debuut, in een 4-1 overwinning op Olympique Lyon werd de Trophée des Champions 2016 veroverd. In zijn eerste seizoen mocht hij regelmatig invallen maar kon geen vaste basisplaats afdwingen. In zijn tweede seizoen kwam de middenvelder geen enkel keer in actie voor de club uit Parijs.

### Stade Rennais
De Fransman tekende op 2 september 2018 een contract voor een seizoen met een optie voor een extra seizoen bij  Stade Rennais. Op 20 september van dat jaar speelde hij zijn debuutwedstrijd voor de club, zijn eerste officiële wedstrijd sinds 5 april 2017. Hij kwam in het seizoen 2018/19 regelmatig aan spelen toe en won met de club de Coupe de France, door zijn voormalig werkgever Paris Saint-Germain in de finale te verslaan. Op 3 juni 2019 werd bekend dat de optie voor contractverlenging niet werd gelicht door de club en Ben Arfa vertrok.

### Real Valladolid
Op 28 januari 2020 maakte het Spaanse Real Valladolid bekend dat Ben Arfa een contract tot 30 juni 2020 had getekend bij de club. Hij kwam tot slechts 5 competitiewedstrijden en het contract werd niet verlengd.

### Girondins de Bordeaux
Ben Arfa tekende op 7 oktober 2020 een contract tot medio 2021 bij Girondins Bordeaux. Hij kwam transfervrij over nadat hij enkele maanden eerder clubloos was geworden.

## Clubstatistieken
| Seizoen | Club                | Competitie       | Competitie | Competitie | Beker | Beker | Supercup | Supercup | Europa | Europa | Totaal | Totaal |
| Seizoen | Club                | Competitie       | Wed.       | Dlp.       | Wed.  | Dlp.  | Wed.     | Dlp.     | Wed.   | Dlp.   | Wed.   | Dlp.   |
| ------- | ------------------- | ---------------- | ---------- | ---------- | ----- | ----- | -------- | -------- | ------ | ------ | ------ | ------ |
| 2004/05 | Olympique Lyon      | Ligue 1          | 9          | 0          | 0     | 0     | 0        | 0        | 4      | 0      | 13     | 0      |
| 2005/06 | Olympique Lyon      | Ligue 1          | 12         | 0          | 0     | 0     | 1        | 1        | 2      | 0      | 15     | 1      |
| 2006/07 | Olympique Lyon      | Ligue 1          | 13         | 1          | 1     | 0     | 1        | 0        | 1      | 0      | 16     | 1      |
| 2007/08 | Olympique Lyon      | Ligue 1          | 30         | 6          | 1     | 0     | 1        | 0        | 8      | 2      | 40     | 8      |
| 2008/09 | Olympique Marseille | Ligue 1          | 33         | 6          | 2     | 0     | —        | —        | 13     | 2      | 51     | 8      |
| 2009/10 | Olympique Marseille | Ligue 1          | 29         | 3          | 5     | 1     | —        | —        | 7      | 3      | 41     | 7      |
| 2010/11 | Olympique Marseille | Ligue 1          | 1          | 0          | 0     | 0     | 1        | 0        | 0      | 0      | 2      | 0      |
| 2010/11 | → Newcastle United  | Premier League   | 4          | 1          | 0     | 0     | —        | —        | —      | —      | 4      | 1      |
| 2011/12 | Newcastle United    | Premier League   | 26         | 5          | 4     | 1     | —        | —        | —      | —      | 30     | 6      |
| 2012/13 | Newcastle United    | Premier League   | 19         | 4          | 0     | 0     | —        | —        | 3      | 0      | 22     | 4      |
| 2013/14 | Newcastle United    | Premier League   | 27         | 3          | 3     | 0     | —        | —        | —      | —      | 30     | 3      |
| 2014/15 | → Hull City         | Premier League   | 8          | 0          | 1     | 0     | —        | —        | —      | —      | 9      | 0      |
| 2015/16 | OGC Nice            | Ligue 1          | 34         | 17         | 3     | 1     | —        | —        | —      | —      | 37     | 18     |
| 2016/17 | Paris Saint-Germain | Ligue 1          | 23         | 0          | 5     | 3     | 1        | 1        | 3      | 0      | 32     | 4      |
| 2017/18 | Paris Saint-Germain | Ligue 1          | 0          | 0          | 0     | 0     | 0        | 0        | 0      | 0      | 0      | 0      |
| 2018/19 | Stade Rennais       | Ligue 1          | 26         | 7          | 6     | 0     | 0        | 0        | 9      | 2      | 41     | 9      |
| 2019/20 | Real Valladolid     | Primera División | 5          | 0          | 0     | 0     | —        | —        | —      | —      | 5      | 0      |
| 2020/21 | Girondins Bordeaux  | Ligue 1          | 0          | 0          | 0     | 0     | —        | —        | —      | —      | 0      | 0      |
| Totaal  | Totaal              | Totaal           | 299        | 53         | 31    | 6     | 5        | 2        | 50     | 9      | 385    | 70     |

## Interlands

### Frankrijk –17
Ben Arfa vond in het Frans voetbalelftal onder de 17 jaar in 27 interlands 18 keer het doel. Tijdens het Europees kampioenschap voetbal onder 17 in 2004 won Frankrijk de hoofdprijs. Ben Arfa werd topscorer van het toernooi en won de gouden schoen.

### Tunesië
In 2006 werd Ben Arfa een plaats aangeboden in het Tunesisch voetbalelftal, dat zou deelnemen aan het WK 2006 in Duitsland. Ben Arfa weigerde dit, waarna hij kenbaar maakte zijn interlandcarrière bij Frankrijk te willen voortzetten. Zijn vader, Kamel Ben Arfa, was wel actief in het Tunesisch voetbalelftal.

### Frankrijk
Ben Arfa werd in oktober 2007 door bondscoach Raymond Domenech uitgenodigd voor het Frans voetbalelftal. Op 13 oktober 2007 maakte hij zijn debuut in het Frans elftal, in een met 6-0 gewonnen kwalificatiewedstrijd voor het EK 2008 tegen de Faeröer. Hij luisterde zijn debuut voor "Les Bleus" op met een doelpunt. Vier dagen later speelde hij zijn tweede interland voor Frankrijk, tegen Litouwen. Ook deze werd met 2-0 gewonnen. Ben Arfa werd ook opgeroepen voor de resterende wedstrijden in de aanloop voor het EK 2008 en maakte deel uit van de Franse voorselectie. Hij werd echter niet meegenomen naar het Europees kampioenschap. Ben Arfa nam met Les Bleus wel deel aan het EK 2012 in Polen en Oekraïne, waar de ploeg van bondscoach Laurent Blanc in de kwartfinales werd uitgeschakeld door titelverdediger Spanje: 2-0.

## Erelijst

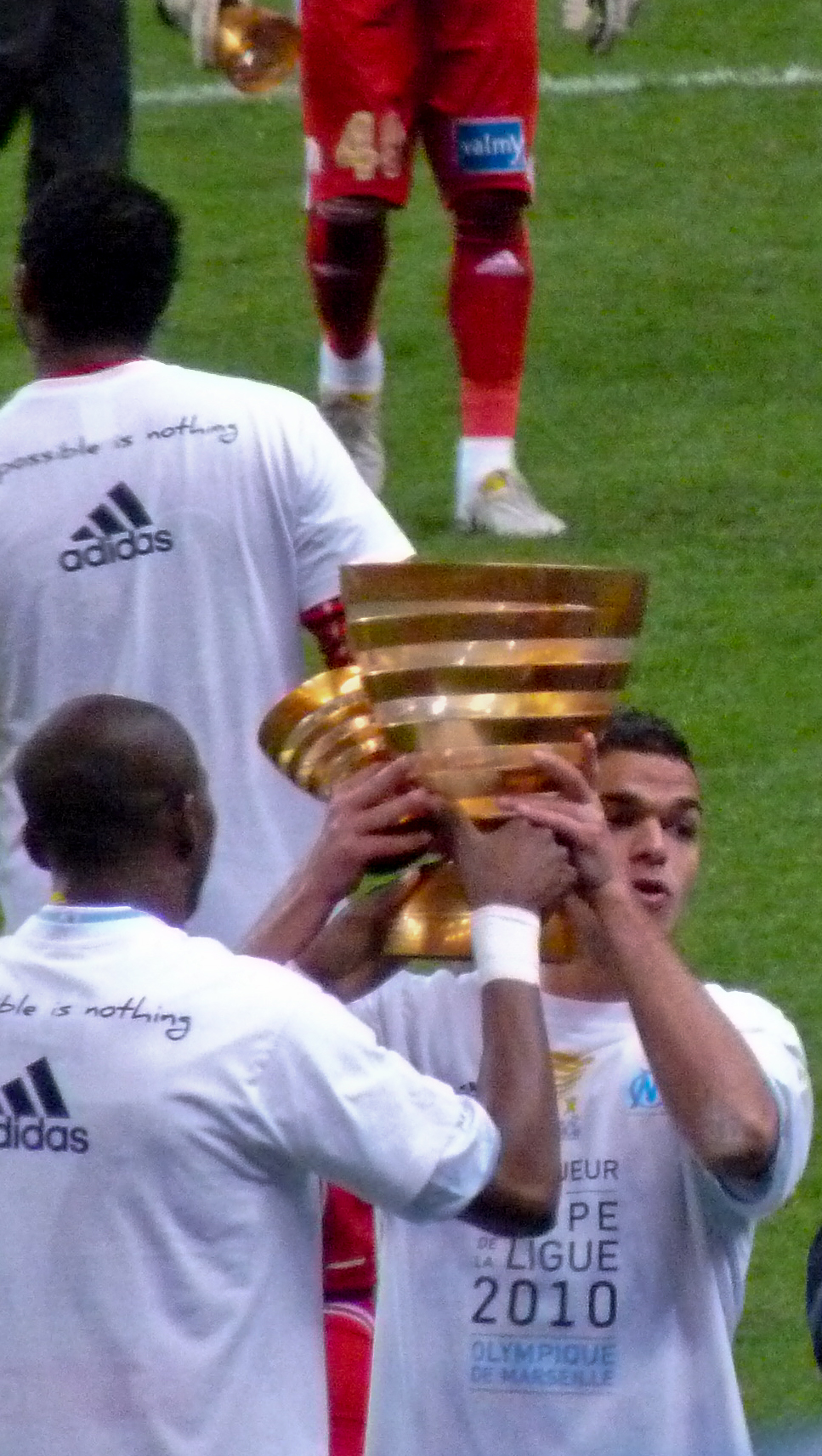
Ben Arfa met de Coupe de la Ligue trofee in maart 2010.

| Competitie            |                |                                    |                |                |
| Competitie            | Aantal         | Jaren                              |                |                |
| Olympique Lyon        | Olympique Lyon | Olympique Lyon                     | Olympique Lyon | Olympique Lyon |
| --------------------- | -------------- | ---------------------------------- | -------------- | -------------- |
| Kampioen Ligue 1      | 4x             | 2004/05, 2005/06, 2006/07, 2007/08 |                |                |
| Coupe de France       | 1x             | 2007/08                            |                |                |
| Trophée des Champions | 3x             | 2005, 2006, 2007                   |                |                |
| Olympique Marseille   |                |                                    |                |                |
| Kampioen Ligue 1      | 1x             | 2009/10                            |                |                |
| Coupe de la Ligue     | 1x             | 2009/10                            |                |                |
| Trophée des Champions | 1x             | 2010                               |                |                |
| Paris Saint-Germain   |                |                                    |                |                |
| Coupe de France       | 1x             | 2016/17                            |                |                |
| Coupe de la Ligue     | 1x             | 2016/17                            |                |                |
| Trophée des Champions | 1x             | 2016                               |                |                |
| Stade Rennais         |                |                                    |                |                |
| Coupe de France       | 1x             | 2018/19                            |                |                |
| Frankrijk –17         |                |                                    |                |                |
| Europees kampioen –17 | 1x             | 2004                               |                |                |

Individueel
- Topscorer EK –17: 2004
- Talent van het jaar Ligue 1: 2008